# 1931 w sztukach plastycznych
Wydarzenia w sztukach plastycznych i wizualnych w 1931 roku.

## Wydarzenia
- Otwarto Muzeum Sztuki w Łodzi[1].

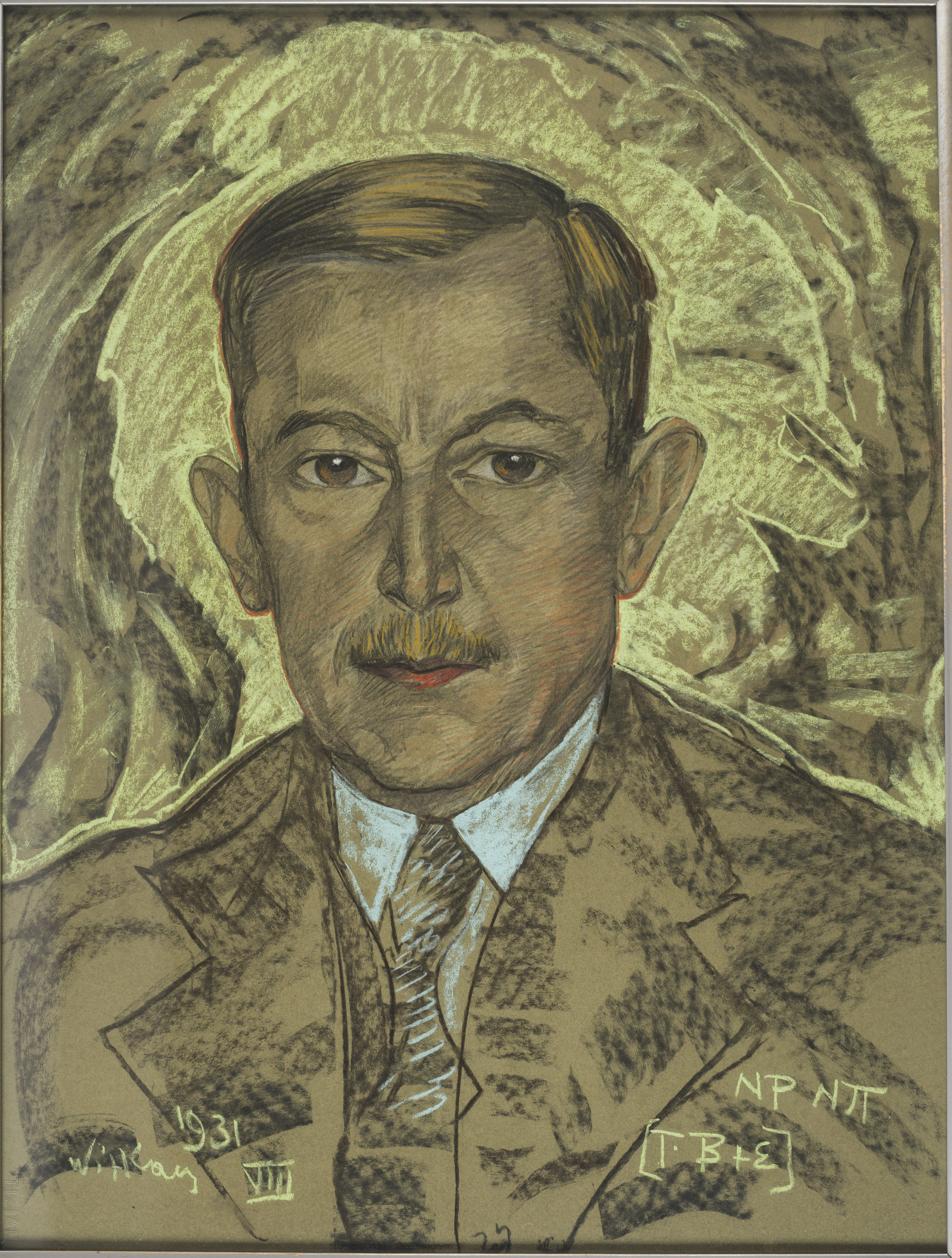
Witkacy, Portret Wojciecha Korfantego

## Malarstwo
- Salvador Dalí

Wytrwałość pamięci / Trwałość pamięci / Miękkie zegary
Stare lata Wilhelma Tella
Częściowa halucynacja. Sześć zjaw Lenina na fortepianie
- Edward Hopper

Nowy Jork, New Haven i Hartford – olej na płótnie
Hotelowy pokój – olej na płótnie
- Jan Cybis

Martwa natura z motylkiem

## Rysunek
- Stanisław Ignacy Witkiewicz

Portret Zofii Jagodowskiej – pastel na papierze, 50x66
Bóg Ojciec pierwszy raz poważnie zastanowił się nad istotą ziemi (nie świata) – ołówek na papierze, 21x33,3 cm
Portret Wojciecha Korfantego – pastel na papierze, 64x48
- Stanisław Notariusz

Pejzaż z okolic Łodzi – linoryt; farba graficzna. W zbiorach Muzeum Sztuki w Łodzi

## Urodzeni
- 30 stycznia – Linda Nochlin (zm. 2017), amerykańska historyczka sztuki
- 9 lutego – Robert Morris (zm. 2018), amerykański rzeźbiarz, artysta konceptualny i pisarz
- 13 marca – Zdzisław Jurkiewicz (zm. 2012), polski malarz, rysownik, fotografik i poeta
- 17 sierpnia – Maria Pinińska-Bereś (zm. 1999), polska rzeźbiarka
- 27 sierpnia – Roman Opałka (zm. 2011), polski malarz i grafik
- 9 września – Lisa Larson, szwedzka ceramiczka, projektantka i rzeźbiarka

## Zmarli
- 7 marca – Theo van Doesburg (ur. 1883), holenderski artysta
- 31 marca – Valeska Röver (ur. 1849), niemiecka artystka, założycielka szkoły malarskiej dla kobiet w Hamburgu
- 11 lipca – Giovanni Boldini (ur. 1842), włoski malarz
- 14 września – Tom Roberts (ur. 1856), australijski malarz